# Petrus Anthonius van Antwerpen
Petrus Anthonius van Antwerpen (Utrecht, 21 maart  1844 – aldaar, 9 mei 1925) was een Nederlands componist, pianist, organist, muziekcriticus en natuurliefhebber, maar vooral kaarsenmaker/fabrikant.
Hij kreeg zijn muzikale opleiding van Antonius Joannes van Schaik (piano) en Richard Hol (compositieleer). Hij werd daarna leider van het gemengde koor Kunstmin en muziek- en toneelvereniging Excelsior. Bij een onderzoek in 2011 kwam aan het licht dat hij als amateurcomponist/muzikant meer dan 250 werken had geschreven, maar waarvan er slechts enkele waren uitgegeven, zoals een Achttal Maria-liederen in 1874. Een aantal van zijn werken bereikte de concertzalen. Hol bleef een promotor van zijn werk, maar kon niet voorkomen dat hij en zijn werken in de vergetelheid raakten. Zijn bekendste werk Zoveel liedjes als er klinken (uit opus 9) werd een tijdlang regelmatig gespeeld op het carillon van de Domtoren. Johan Wagenaar speelde op 21 maart 1924 een eerbetoon aan deze componist met een tiental werken van Van Antwerpen. Joachimus Pieter Fockema Andreae feliciteerde hem toen met zijn 80-ste verjaardag. Er zouden in die maand ook enkele festiviteiten plaatsvinden, maar vanwege het overlijden van mevrouw Van Antwerpen (februari 1924) werd het programma versoberd. 
Zijn stukken als muziekcriticus verschenen van 1883 tot 1894 in het Utrechts Dagblad. Hij richtte zelf in De Muziekbode een muziekblad op. Voorts zat hij enkele malen in een jury te beoordeling van musici, zowel in Nederland als in België.
Hij werd geboren in het gezin van kaarsenmaker Petrus Wilhelmus Josephus van Antwerpen en Johanna Sanders. Hijzelf was gehuwd met Elisabeth Maria van de Wurff. Hij werd begraven op de Rooms-Katholieke Begraafplaats in Utrecht.
- International Standard Name Identifier: 0000 0003 9277 7433
- Nederlandse Thesaurus van Auteursnamen: 070899444
- Virtual International Authority File: 286925441
- WorldCat: E39PBJkdqhHYKYq63jjDx6jpyd